# Walter Garcerón
Walter Garcerón (Buenos Aires, 29 de junio de 1920 - 9 de junio de 1983) fue un futbolista argentino.

## Trayectoria

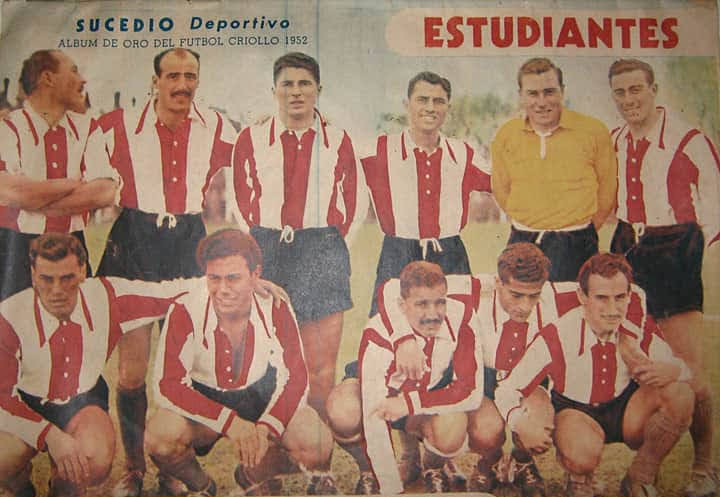
Estudiantes de La Plata 1952. Parados. Violini, Garcerón, Urriolabeitia, Colombo, Ogando y Pelegrina. Agachados. Giosa, Baiocco, Infante, Antonio y Pirone

Walter Garcerón fue un mediocampista que hizo todas las divisiones juveniles en Estudiantes de La Plata, consagrándose campeón de la Copa Escobar 1944 y de la Copa República 1945. Lució en toda su carrera profesional solamente la camiseta de Estudiantes de La Plata, jugando un total de 330 partidos oficiales.
El 17 de agosto de 1948, formó parte del equipo que goleó 7 a 2 a su clásico rival, Gimnasia y Esgrima La Plata. Walter Garcerón convirtió el sexto gol de su equipo.
Conquistó un gol en la Copa Adrián C. Escobar 1946.
El Círculo Deportivo de Comandante Nicanor Otamendi lo incorporó en 1956 y jugó hasta 1962.

## Selección nacional
Participó en su selección nacional argentina en la Copa Rosa Chevallier Boutell de 1950. El primer partido se disputó el 25 de marzo de 1950 en el empate 2 a 2 con Paraguay. En el segundo partido del 29 de marzo de 1950 la victoria fue de Argentina por 4 a 0. Ambos cotejos fueron dirigidos por árbitros ingleses.

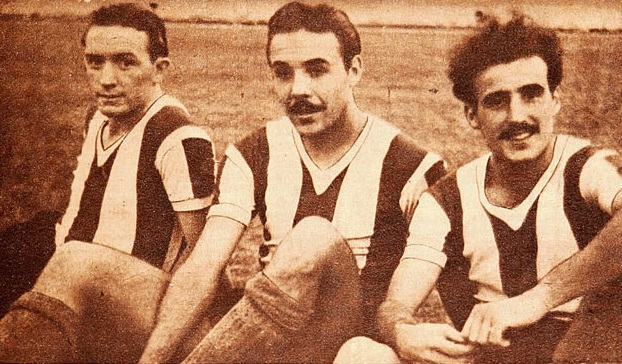
Villa, Ongaro y Garcerón
(24-03-1944)

## Palmarés

### Campeonatos nacionales
| Título                 | Club                    | País      | Año  |
| ---------------------- | ----------------------- | --------- | ---- |
| Copa Adrián C. Escobar | Estudiantes de La Plata | Argentina | 1944 |
| Copa de la República   | Estudiantes de La Plata | Argentina | 1945 |